# King's Singers
The King's Singers (lit., Los cantores del Rey) es una agrupación vocal de interpretación a cappella. Su nombre es en recuerdo del King's College de Cambridge (Inglaterra), donde el grupo fue fundado por seis alumnos en 1968. 
El grupo ha grabado más de 50 discos de música coral y ha abordado un amplio espectro de temas, desde el repertorio clásico hasta las influencias pop y folk.
Su popularidad comenzó hacia 1970 con la siguiente formación:
- Nigel Perrin (contratenor)
- Alastair Hume (contratenor)
- Alastair Thompson (tenor)
- Anthony Holt (barítono)
- Simon Carrington (barítono)
- Brian Kay (bajo)

Es uno de los grupos vocales más populares en el mundo. Sus giras fueron principalmente por Europa y por los Estados Unidos. El grupo se compone de seis cantantes, con miembros que cambian con el correr de los años. Un elenco del 2017 es el siguiente: 
- Patrick Dunachie (contratenor)
- Timothy Wayne-Wright (contratenor)
- Julian Gregory (tenor)
- Christopher Bruerton (barítono)
- Christopher Gabbitas (barítono)
- Jonathan Howard (bajo)

Otros miembros fueron Bob Chilcott (tenor) y David Hurley (contratenor).